# فینال جام حذفی فوتبال انگلستان ۱۹۹۸
فینال جام حذفی فوتبال انگلستان ۱۹۹۸، رقابت پایانی جام حذفی فوتبال انگلستان در سال ۱۹۹۸ میلادی است که مابین دو تیم باشگاه فوتبال آرسنال و باشگاه فوتبال نیوکاسل یونایتد در ورزشگاه ومبلی لندن برگزار شده‌است.
این مسابقه که در تاریخ ۱۶ مه ۱۹۹۸ انجام شده‌است با نتیجه ۲ بر ۰ به سود تیم باشگاه فوتبال آرسنال به پایان رسید.